# Cristofano Malvezzi
Pour les articles homonymes, voir Malvezzi.
Cristofano (ou Cristoforo) Malvezzi, né le 28 juin 1547 à Lucques et mort le 22 janvier 1599 à Florence, est un compositeur italien. 

## Biographie
Venu très jeune à Florence, en 1562, il devint chanoine à la basilique San Lorenzo, où il fut l'élève de Francesco Corteccia. En 1571, à la mort de Corteccia, il en devient le maître de chapelle. 
En 1577, il reçut la charge de maître de chapelle du grand-duc de Toscane, et obtient le même poste à la cathédrale en 1596,. Il fut le maître de Jacopo Peri,.
Cristofano Malvezzi fut un des plus grands compositeurs actifs à Florence, pendant la période de transition vers la musique baroque. 
Son frère Alberigo (1550–1615) était un organiste et compositeur.